# Medaliści igrzysk olimpijskich w short tracku

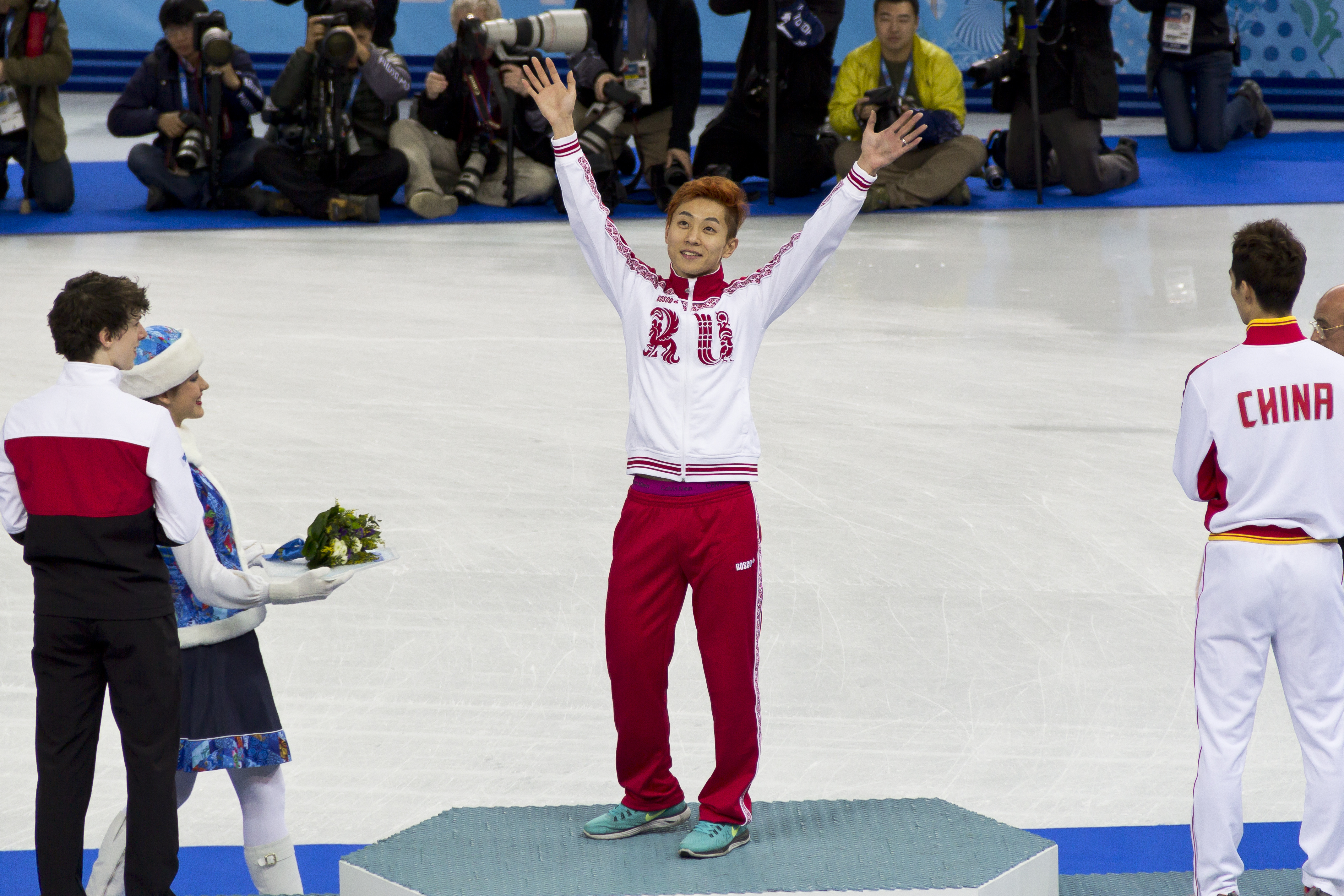
Wiktor Ahn – ośmiokrotny medalista olimpijski w short tracku

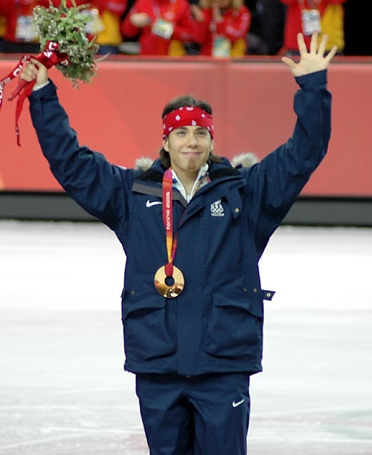
Apolo Ohno – ośmiokrotny medalista olimpijski w short tracku

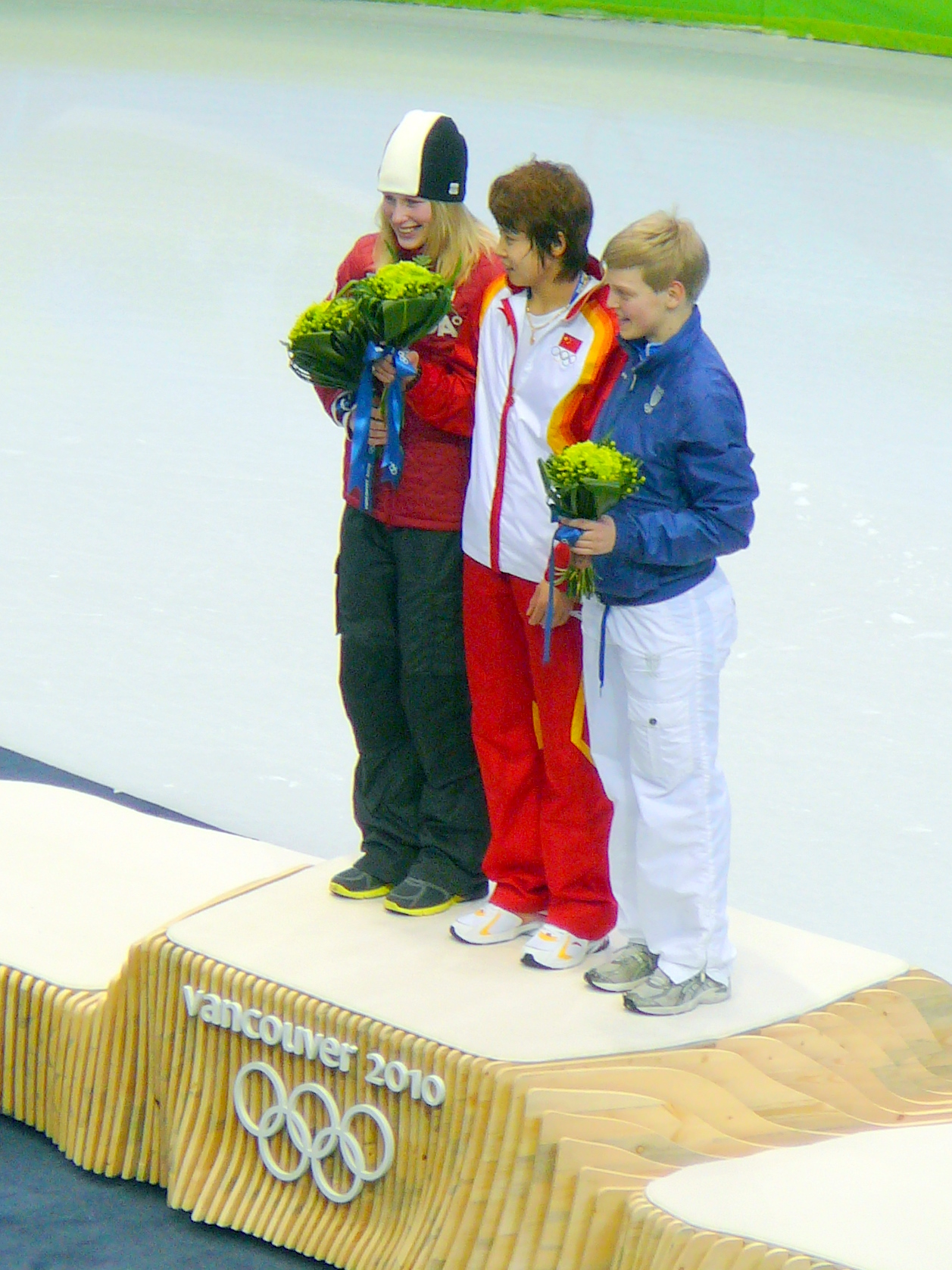
Podium olimpijskie w biegu na 500 m kobiet na igrzyskach w Vancouver

Medaliści igrzysk olimpijskich w short tracku – zestawienie zawodników i zawodniczek, którzy przynajmniej raz stanęli na podium zawodów olimpijskich w short tracku.
Short track jest w programie zimowych igrzysk olimpijskich od igrzysk w Albertville w 1992 roku. Na poprzednich igrzyskach, w 1988 roku w Calgary, short track był dyscypliną pokazową. Rozegrano wówczas dziesięć konkurencji, spośród których do kalendarza igrzysk w Albertville wprowadzono cztery – bieg indywidualny mężczyzn na 1000 m, bieg sztafetowy mężczyzn na 5000 m, bieg indywidualny kobiet na 500 m i bieg sztafetowy kobiet na 3000 m. Na następnych igrzyskach, w 1994 roku w Lillehammer, po raz pierwszy przyznano również medale olimpijskie w biegach na 500 m mężczyzn i na 1000 m kobiet. Od igrzysk w Salt Lake City w 2002 roku przeprowadzane są również biegi olimpijskie kobiet i mężczyzn na dystansie 1500 m. Ostatecznie zatem, spośród konkurencji pokazowych rozegranych w 1988 roku, w programie olimpijskim znalazło się osiem konkurencji – wszystkie poza biegami indywidualnymi kobiet i mężczyzn na 3000 m.
Najwięcej medali olimpijskich w short tracku zdobyli zawodnicy i zawodniczki z Korei Południowej. W ich dorobku jest 48 medali – 24 złote, 13 srebrnych i 11 brązowych. Drugie miejsce w klasyfikacji medalowej zajmują Chiny (33 medale – 10 złotych, 15 srebrnych i 8 brązowych), a trzecie Kanada (33 medale – 9 złotych, 12 srebrnych i 12 brązowych).
Najbardziej utytułowanym panczenistą specjalizującym się w short tracku jest Wiktor Ahn, który startował w barwach Korei Południowej i Rosji, zdobywając 8 medali – 6 złotych i 2 brązowe. Ośmiokrotnie na podium olimpijskim stanął również Apolo Ohno, który w latach 2002–2010 wywalczył 2 złote, 2 srebrne i 4 brązowe medale, a także Arianna Fontana, która w latach 2006–2018 zdobyła 1 złoty, 2 srebrne i 5 brązowych medali. Liderką klasyfikacji medalistek jest natomiast Wang Meng – zdobywczyni 4 złotych, 1 srebrnego i 1 brązowego medalu.

## Medaliści chronologicznie

### Bieg na 500 m mężczyzn
W tabeli przedstawiono medalistów olimpijskich w short tracku w biegu na 500 m mężczyzn w latach 1994–2022. Konkurencję tę rozegrano również w 1988 roku na igrzyskach w Calgary, jednak short track był wówczas sportem pokazowym. Pierwsze trzy miejsca w Calgary zajęli: Wilf O’Reilly, Mario Vincent i Tatsuyoshi Ishihara.
| Rok i miejsce        |                   | Złoto              |                  | Srebro                  |                   | Brąz                    | Źr.    |
| -------------------- | ----------------- | ------------------ | ---------------- | ----------------------- | ----------------- | ----------------------- | ------ |
| 1994, Lillehammer    | Korea Południowa  | Chae Ji-hoon       | Włochy           | Mirko Vuillermin        | Wielka Brytania   | Nicky Gooch             | [ 3 ]  |
| 1998, Nagano         | Japonia           | Takafumi Nishitani |                  | An Yulong               | Japonia           | Hitoshi Uematsu         | [ 4 ]  |
| 2002, Salt Lake City | Kanada            | Marc Gagnon        | Kanada           | Jonathan Guilmette      | Stany Zjednoczone | Rusty Smith             | [ 5 ]  |
| 2006, Turyn          | Stany Zjednoczone | Apolo Ohno         | Kanada           | François-Louis Tremblay | Korea Południowa  | Ahn Hyun-soo            | [ 6 ]  |
| 2010, Vancouver      | Kanada            | Charles Hamelin    | Korea Południowa | Sung Si-bak             | Kanada            | François-Louis Tremblay | [ 7 ]  |
| 2014, Soczi          | Rosja             | Wiktor Ahn         |                  | Wu Dajing               | Kanada            | Charle Cournoyer        | [ 8 ]  |
| 2018, Pjongczang     |                   | Wu Dajing          | Korea Południowa | Hwang Dae-heon          | Korea Południowa  | Lim Hyo-jun             | [ 9 ]  |
| 2022, Pekin          | Węgry             | Shaoang Liu        |                  | Konstantin Iwlijew      | Kanada            | Steven Dubois           | [ 10 ] |

### Bieg na 1000 m mężczyzn
Poniżej przedstawiono medalistów olimpijskich w biegu na 1000 m mężczyzn w latach 1992–2022. Nie uwzględniono medalistów konkurencji pokazowej na igrzyskach w Calgary w 1988 roku, którymi byli: Wilf O’Reilly, Michel Daignault i Marc Bella.
| Rok i miejsce        |                  | Złoto           |                   | Srebro             |                   | Brąz             | Źr.    |
| -------------------- | ---------------- | --------------- | ----------------- | ------------------ | ----------------- | ---------------- | ------ |
| 1992, Albertville    | Korea Południowa | Kim Ki-hoon     | Kanada            | Frédéric Blackburn | Korea Południowa  | Lee Joon-ho      | [ 12 ] |
| 1994, Lillehammer    | Korea Południowa | Kim Ki-hoon     | Korea Południowa  | Chae Ji-hoon       | Kanada            | Marc Gagnon      | [ 13 ] |
| 1998, Nagano         | Korea Południowa | Kim Dong-sung   |                   | Li Jiajun          | Kanada            | Éric Bédard      | [ 14 ] |
| 2002, Salt Lake City | Australia        | Steven Bradbury | Stany Zjednoczone | Apolo Ohno         | Kanada            | Mathieu Turcotte | [ 15 ] |
| 2006, Turyn          | Korea Południowa | Ahn Hyun-soo    | Korea Południowa  | Lee Ho-suk         | Stany Zjednoczone | Apolo Ohno       | [ 16 ] |
| 2010, Vancouver      | Korea Południowa | Lee Jung-su     | Korea Południowa  | Lee Ho-suk         | Stany Zjednoczone | Apolo Ohno       | [ 17 ] |
| 2014, Soczi          | Rosja            | Wiktor Ahn      | Rosja             | Władimir Grigorjew | Holandia          | Sjinkie Knegt    | [ 18 ] |
| 2018, Pjongczang     | Kanada           | Samuel Girard   | Stany Zjednoczone | John-Henry Krueger | Korea Południowa  | Seo Yi-ra        | [ 19 ] |
| 2022, Pekin          |                  | Ren Ziwei       |                   | Li Wenlong         | Węgry             | Shaoang Liu      | [ 20 ] |

### Bieg na 1500 m mężczyzn
Bieg na 1500 m mężczyzn znajduje się w programie olimpijskim od 2002 roku. W tabeli przedstawiono medalistów w tej konkurencji w latach 2002–2022. Bieg ten rozegrano również jako konkurencję pokazową w 1988 roku w Calgary, w pierwszej trójce znaleźli się wówczas: Kim Ki-hoon, Louis Grenier i Orazio Fagone.
| Rok i miejsce        |                   | Złoto           |                   | Srebro        |                   | Brąz                | Źr.    |
| -------------------- | ----------------- | --------------- | ----------------- | ------------- | ----------------- | ------------------- | ------ |
| 2002, Salt Lake City | Stany Zjednoczone | Apolo Ohno      |                   | Li Jiajun     | Kanada            | Marc Gagnon         | [ 22 ] |
| 2006, Turyn          | Korea Południowa  | Ahn Hyun-soo    | Korea Południowa  | Lee Ho-suk    |                   | Li Jiajun           | [ 23 ] |
| 2010, Vancouver      | Korea Południowa  | Lee Jung-su     | Stany Zjednoczone | Apolo Ohno    | Stany Zjednoczone | John Robert Celski  | [ 24 ] |
| 2014, Soczi          | Kanada            | Charles Hamelin |                   | Han Tianyu    | Rosja             | Wiktor Ahn          | [ 25 ] |
| 2018, Pjongczang     | Korea Południowa  | Lim Hyo-jun     | Holandia          | Sjinkie Knegt |                   | Siemion Jelistratow | [ 26 ] |
| 2022, Pekin          | Korea Południowa  | Hwang Dae-heon  | Kanada            | Steven Dubois |                   | Siemion Jelistratow | [ 27 ] |

### Sztafeta mężczyzn
W poniższym zestawieniu ujęto pełne składy drużyn, które w latach 1992–2022 zdobyły medal olimpijski w biegu sztafetowym mężczyzn na 5000 m. W konkurencji pokazowej podczas igrzysk w Calgary w 1988 roku triumfowali Holendrzy, drugie miejsce zajęli Włosi, a trzecie Kanadyjczycy.
| Rok i miejsce        | Złoto                                                                                           | Srebro                                                                                         | Brąz                                                                        | Źr.                  |
| -------------------- | ----------------------------------------------------------------------------------------------- | ---------------------------------------------------------------------------------------------- | --------------------------------------------------------------------------- | -------------------- |
| 1992, Albertville    | Korea Południowa Kim Ki-hoon Lee Joon-ho Mo Ji-soo Song Jae-kun                                 | Kanada Frédéric Blackburn Laurent Daignault Michel Daignault Sylvain Gagnon Mark Lackie        | Japonia Yūichi Akasaka Tatsuyoshi Ishihara Toshinobu Kawai Tsutomu Kawasaki | [ 29 ] [ 30 ] [ 31 ] |
| 1994, Lillehammer    | Włochy Maurizio Carnino Orazio Fagone Hugo Herrnhof Mirko Vuillermin                            | USA Randall Bartz John Coyle Eric Flaim Andrew Gabel                                           | Australia Steven Bradbury Kieran Hansen Andrew Murtha Richard Nizielski     | [ 32 ] [ 33 ] [ 34 ] |
| 1998, Nagano         | Kanada Éric Bédard Derrick Campbell François Drolet Marc Gagnon                                 | Korea Południowa Chae Ji-hoon Lee Jun-hwan Lee Ho-eung Kim Dong-sung                           | ChRL Li Jiajun Feng Kai Yuan Ye An Yulong                                   | [ 35 ] [ 36 ] [ 37 ] |
| 2002, Salt Lake City | Kanada Éric Bédard Marc Gagnon Jonathan Guilmette François-Louis Tremblay Mathieu Turcotte      | Włochy Michele Antonioli Maurizio Carnino Fabio Carta Nicola Franceschina Nicola Rodigari      | ChRL An Yulong Feng Kai Guo Wei Li Jiajun Li Ye                             | [ 38 ] [ 39 ] [ 40 ] |
| 2006, Turyn          | Korea Południowa Ahn Hyun-soo Lee Ho-suk Oh Se-jong Seo Ho-jin Song Suk-woo                     | Kanada Éric Bédard Jonathan Guilmette Charles Hamelin François-Louis Tremblay Mathieu Turcotte | USA Alex Izykowski John Paul Kepka Apolo Ohno Rusty Smith                   | [ 41 ] [ 42 ] [ 43 ] |
| 2010, Vancouver      | Kanada Charles Hamelin François Hamelin Olivier Jean François-Louis Tremblay Guillaume Bastille | Korea Południowa Kwak Yoon-gy Lee Ho-suk Lee Jung-su Sung Si-bak Kim Seoung-il                 | USA John Robert Celski Travis Jayner Jordan Malone Apolo Ohno Simon Cho     | [ 44 ] [ 45 ] [ 46 ] |
| 2014, Soczi          | Rosja Wiktor Ahn Siemion Jelistratow Władimir Grigorjew Rusłan Zacharow                         | USA Eduardo Alvarez John Robert Celski Christopher Creveling Jordan Malone                     | ChRL Chen Dequan Han Tianyu Shi Jingnan Wu Dajing                           | [ 47 ] [ 48 ] [ 49 ] |
| 2018, Pjongczang     | Węgry Shaoang Liu Shaolin Sándor Liu Viktor Knoch Csaba Burján                                  | ChRL Wu Dajing Han Tianyu Ren Ziwei Xu Hongzhi Chen Dequan                                     | Kanada Samuel Girard Charles Hamelin Charle Cournoyer Pascal Dion           | [ 50 ]               |
| 2022, Pekin          | Kanada Pascal Dion Steven Dubois Charles Hamelin Maxime Laoun Jordan Pierre-Gilles              | Korea Południowa Hwang Dae-heon Kim Dong-wook Kwak Yoon-gy Lee June-seo Park Jang-hyuk         | Włochy Andrea Cassinelli Yuri Confortola Tommaso Dotti Pietro Sighel        | [ 51 ]               |

### Bieg na 500 m kobiet
W tabeli przedstawiono medalistki biegu na 500 km kobiet. Konkurencja ta znajduje się w programie olimpijskim od 1992 roku. Wcześniej, w 1988 roku rozegrano ją jako konkurencję pokazową i w pierwszej trójce znalazły się: Monique Velzeboer, Eden Donatelli i Li Yan.
| Rok i miejsce        |                   | Złoto           |          | Srebro             |                   | Brąz                  | Źr.    |
| -------------------- | ----------------- | --------------- | -------- | ------------------ | ----------------- | --------------------- | ------ |
| 1992, Albertville    | Stany Zjednoczone | Cathy Turner    |          | Li Yan             | Korea Północna    | Hwang Ok-sil          | [ 53 ] |
| 1994, Lillehammer    | Stany Zjednoczone | Cathy Turner    |          | Zhang Yanmei       | Stany Zjednoczone | Amy Peterson          | [ 54 ] |
| 1998, Nagano         | Kanada            | Annie Perreault |          | Yang Yang (S)      | Korea Południowa  | Chun Lee-kyung        | [ 55 ] |
| 2002, Salt Lake City |                   | Yang Yang (A)   | Bułgaria | Ewgenija Radanowa  |                   | Wang Chunlu           | [ 56 ] |
| 2006, Turyn          |                   | Wang Meng       | Bułgaria | Ewgenija Radanowa  | Kanada            | Anouk Leblanc-Boucher | [ 57 ] |
| 2010, Vancouver      |                   | Wang Meng       | Kanada   | Marianne St-Gelais | Włochy            | Arianna Fontana       | [ 58 ] |
| 2014, Soczi          |                   | Li Jianrou      | Włochy   | Arianna Fontana    | Korea Południowa  | Park Seung-hi         | [ 59 ] |
| 2018, Pjongczang     | Włochy            | Arianna Fontana | Holandia | Yara van Kerkhof   | Kanada            | Kim Boutin            | [ 60 ] |
| 2022, Pekin          | Włochy            | Arianna Fontana | Holandia | Suzanne Schulting  | Kanada            | Kim Boutin            | [ 61 ] |

### Bieg na 1000 m kobiet
Poniżej przedstawiono medalistki olimpijskie w biegu na 1000 m kobiet w latach 1994–2022. Na igrzyskach w Calgary w 1988 roku w biegu pokazowym najlepsze były: Li Jinyan, Sylvie Daigle i Monique Velzeboer.
| Rok i miejsce        |                  | Złoto             |                   | Srebro            |                  | Brąz            | Źr.    |
| -------------------- | ---------------- | ----------------- | ----------------- | ----------------- | ---------------- | --------------- | ------ |
| 1994, Lillehammer    | Korea Południowa | Chun Lee-kyung    | Kanada            | Nathalie Lambert  | Korea Południowa | Kim So-hee      | [ 63 ] |
| 1998, Nagano         | Korea Południowa | Chun Lee-kyung    |                   | Yang Yang (S)     | Korea Południowa | Won Hye-kyung   | [ 64 ] |
| 2002, Salt Lake City |                  | Yang Yang (A)     | Korea Południowa  | Ko Gi-hyun        |                  | Yang Yang (S)   | [ 65 ] |
| 2006, Turyn          | Korea Południowa | Jin Sun-yu        |                   | Wang Meng         |                  | Yang Yang (A)   | [ 66 ] |
| 2010, Vancouver      |                  | Wang Meng         | Stany Zjednoczone | Katherine Reutter | Korea Południowa | Park Seung-hi   | [ 67 ] |
| 2014, Soczi          | Korea Południowa | Park Seung-hi     |                   | Fan Kexin         | Korea Południowa | Shim Suk-hee    | [ 68 ] |
| 2018, Pjongczang     | Holandia         | Suzanne Schulting | Kanada            | Kim Boutin        | Włochy           | Arianna Fontana | [ 69 ] |
| 2022, Pekin          | Holandia         | Suzanne Schulting | Korea Południowa  | Choi Min-jeong    | Belgia           | Hanne Desmet    | [ 70 ] |

### Bieg na 1500 m kobiet
Bieg na 1500 m kobiet jest częścią programu olimpijskiego od igrzysk w Salt Lake City w 2002 roku. W poniższej tabeli ujęto zawodniczki, które zostały medalistkami na tym dystansie w latach 2002–2022. Podczas igrzysk w Calgary w 1988 roku w konkurencji pokazowej najlepsze były: Sylvie Daigle, Monique Velzeboer i Li Yan.
| Rok i miejsce        |                  | Złoto          |                  | Srebro          |                  | Brąz              | Źr.    |
| -------------------- | ---------------- | -------------- | ---------------- | --------------- | ---------------- | ----------------- | ------ |
| 2002, Salt Lake City | Korea Południowa | Ko Gi-hyun     | Korea Południowa | Choi Eun-kyung  | Bułgaria         | Ewgenija Radanowa | [ 72 ] |
| 2006, Turyn          | Korea Południowa | Jin Sun-yu     | Korea Południowa | Choi Eun-kyung  |                  | Wang Meng         | [ 73 ] |
| 2010, Vancouver      |                  | Zhou Yang      | Korea Południowa | Lee Eun-byul    | Korea Południowa | Park Seung-hi     | [ 74 ] |
| 2014, Soczi          |                  | Zhou Yang      | Korea Południowa | Shim Suk-hee    | Włochy           | Arianna Fontana   | [ 75 ] |
| 2018, Pjongczang     | Korea Południowa | Choi Min-jeong |                  | Li Jinyu        | Kanada           | Kim Boutin        | [ 76 ] |
| 2022, Pekin          | Korea Południowa | Choi Min-jeong | Włochy           | Arianna Fontana | Holandia         | Suzanne Schulting | [ 77 ] |

### Sztafeta kobiet
Bieg sztafetowy kobiet na 3000 m jest jedną z czterech konkurencji w short tracku, które rozgrywane są od 1992 roku. W tabeli ujęto pełne składy sztafet, które zdobyły medal olimpijski w tej konkurencji. W biegu pokazowym na igrzyskach w Calgary w 1988 roku pierwsze miejsce zajęły Włoszki, drugą pozycję zajęły Japonki, a trzecią Kanadyjki.
| Rok i miejsce        | Złoto                                                                            | Srebro                                                                                | Brąz                                                                                   | Źr.                  |
| -------------------- | -------------------------------------------------------------------------------- | ------------------------------------------------------------------------------------- | -------------------------------------------------------------------------------------- | -------------------- |
| 1992, Albertville    | Kanada Angela Cutrone Sylvie Daigle Nathalie Lambert Annie Perreault             | USA Darcie Dohnal Amy Peterson Cathy Turner Nikki Ziegelmeyer                         | WNP Julija Ałłagułowa Natalja Isakowa Wiktorija Taranina Julija Własowa                | [ 30 ] [ 79 ] [ 80 ] |
| 1994, Lillehammer    | Korea Południowa Chun Lee-kyung Kim So-hee Kim Yun-mi Won Hye-kyung              | Kanada Christine Boudrias Isabelle Charest Sylvie Daigle Nathalie Lambert             | USA Karen Cashman Amy Peterson Cathy Turner Nikki Ziegelmeyer                          | [ 81 ] [ 82 ] [ 33 ] |
| 1998, Nagano         | Korea Południowa Chun Lee-kyung Won Hye-kyung An Sang-mi Kim Yun-mi              | ChRL Yang Yang (A) Yang Yang (S) Wang Chunlu Sun Dandan                               | Kanada Christine Boudrias Isabelle Charest Annie Perreault Tania Vicent                | [ 36 ] [ 37 ] [ 35 ] |
| 2002, Salt Lake City | Korea Południowa Choi Eun-kyung Choi Min-kyung Joo Min-jin Park Hye-won          | ChRL Sun Dandan Wang Chunlu Yang Yang (A) Yang Yang (S)                               | Kanada Isabelle Charest Marie-Ève Drolet Amélie Goulet-Nadon Alanna Kraus Tania Vicent | [ 83 ] [ 40 ] [ 38 ] |
| 2006, Turyn          | Korea Południowa Byun Chun-sa Choi Eun-kyung Jeon Da-hye Jin Sun-yu Kang Yun-mi  | Kanada Alanna Kraus Anouk Leblanc-Boucher Amanda Overland Kalyna Roberge Tania Vicent | Włochy Marta Capurso Arianna Fontana Katia Zini Mara Zini                              | [ 41 ] [ 42 ] [ 84 ] |
| 2010, Vancouver      | ChRL Sun Linlin Wang Meng Zhang Hui Zhou Yang                                    | Kanada Jessica Gregg Kalyna Roberge Marianne St-Gelais Tania Vicent                   | USA Allison Baver Alyson Dudek Lana Gehring Katherine Reutter Kimberly Derrick         | [ 85 ] [ 44 ] [ 46 ] |
| 2014, Soczi          | Korea Południowa Shim Suk-hee Park Seung-hi Cho Ha-ri Kim A-lang Kong Sang-jeong | Kanada Marie-Ève Drolet Jessica Hewitt Valérie Maltais Marianne St-Gelais             | Włochy Arianna Fontana Lucia Peretti Martina Valcepina Elena Viviani                   | [ 86 ] [ 87 ] [ 88 ] |
| 2018, Pjongczang     | Korea Południowa Shim Suk-hee Choi Min-jeong Kim Ye-jin Kim A-lang Lee Yu-bin    | Włochy Arianna Fontana Lucia Peretti Cecilia Maffei Martina Valcepina                 | Holandia Suzanne Schulting Yara van Kerkhof Lara van Ruijven Jorien ter Mors           | [ 89 ]               |
| 2022, Pekin          | Holandia Selma Poutsma Suzanne Schulting Yara van Kerkhof Xandra Velzeboer       | Korea Południowa Choi Min-jeong Kim A-lang Lee Yu-bin Seo Whi-min                     | ChRL Fan Kexin Han Yutong Qu Chunyu Zhang Chutong Zhang Yuting                         | [ 90 ]               |

### Sztafeta mieszana
Sztafeta mieszana w short tracku została rozegrana po raz pierwszy na igrzyskach w Pekinie w 2022 roku. W tabeli przedstawiono medalistów w tej konkurencji.
| Rok i miejsce | Złoto                                                     | Srebro | Brąz                                                                                 | Źr.    |
| ------------- | --------------------------------------------------------- | --- | ------------------------------------------------------------------------------------ | ------ |
| 2022, Pekin   | ChRL Qu Chunyu Fan Kexin Wu Dajing Ren Ziwei Zhang Yuting | Włochy Arianna Fontana Martina Valcepina Pietro Sighel Andrea Cassinelli Arianna Valcepina Yuri Confortola | Węgry Petra Jászapáti Zsófia Kónya Shaoang Liu Shaolin Sándor Liu John-Henry Krueger | [ 91 ] |

## Klasyfikacje medalowe

### Klasyfikacja zawodników
Stan na 16 lutego 2022
W poniższym zestawieniu ujęto klasyfikację zawodników, którzy zdobyli przynajmniej jeden medal olimpijski w short tracku. W przypadku, gdy dany zawodnik startował w barwach więcej niż jednej reprezentacji, podano wszystkie reprezentacje, dla których zdobywał medale olimpijskie. W przypadku, gdy dwóch lub więcej zawodników zdobyło tę samą liczbę medali wszystkich kolorów, wzięto pod uwagę najpierw kolejność chronologiczną, a następnie porządek alfabetyczny.
| Miejsce | Zawodnik                | Państwo                                                        | Lata      | Złoto | Srebro | Brąz | Razem |
| ------- | ----------------------- | -------------------------------------------------------------- | --------- | ----- | ------ | ---- | ----- |
| 1.      | Ahn Hyun-soo Wiktor Ahn | Korea Południowa Rosja                                         | 2006–2014 | 6     | –      | 2    | 8     |
| 2.      | Charles Hamelin         | Kanada                                                         | 2006–2022 | 4     | 1      | 1    | 6     |
| 3.      | Marc Gagnon             | Kanada                                                         | 1994–2002 | 3     | –      | 2    | 5     |
| 4.      | Kim Ki-hoon             | Korea Południowa                                               | 1992–1994 | 3     | –      | –    | 3     |
| 5.      | Apolo Ohno              | USA                                                            | 2002–2010 | 2     | 2      | 4    | 8     |
| 6.      | François-Louis Tremblay | Kanada                                                         | 2002–2010 | 2     | 2      | 1    | 5     |
| 6.      | Wu Dajing               | ChRL                                                           | 2014–2022 | 2     | 2      | 1    | 5     |
| 8.      | Éric Bédard             | Kanada                                                         | 1998–2006 | 2     | 1      | 1    | 4     |
| 9.      | Lee Jung-su             | Korea Południowa                                               | 2010      | 2     | 1      | –    | 3     |
| 9.      | Ren Ziwei               | ChRL                                                           | 2018–2022 | 2     | 1      | –    | 3     |
| 11.     | Shaoang Liu             | Węgry                                                          | 2018–2022 | 2     | –      | 2    | 4     |
| 12.     | Lee Ho-suk              | Korea Południowa                                               | 2006–2010 | 1     | 4      | –    | 5     |
| 13.     | Chae Ji-hoon            | Korea Południowa                                               | 1994–1998 | 1     | 2      | –    | 3     |
| 13.     | Jonathan Guilmette      | Kanada                                                         | 2002–2006 | 1     | 2      | –    | 3     |
| 13.     | Hwang Dae-heon          | Korea Południowa                                               | 2018–2022 | 1     | 2      | –    | 3     |
| 16.     | Mathieu Turcotte        | Kanada                                                         | 2002–2006 | 1     | 1      | 1    | 3     |
| 16.     | Steven Dubois           | Kanada                                                         | 2022      | 1     | 1      | 1    | 3     |
| 18.     | Maurizio Carnino        | Włochy                                                         | 1994–2002 | 1     | 1      | –    | 2     |
| 18.     | Mirko Vuillermin        | Włochy                                                         | 1994      | 1     | 1      | –    | 2     |
| 18.     | Kim Dong-sung           | Korea Południowa                                               | 1998      | 1     | 1      | –    | 2     |
| 18.     | Władimir Grigorjew      | Rosja                                                          | 2014      | 1     | 1      | –    | 2     |
| 22.     | Siemion Jelistratow     | Rosja Olimpijscy sportowcy z Rosji Rosyjski Komitet Olimpijski | 2014–2022 | 1     | –      | 2    | 3     |
| 23.     | Lee Joon-ho             | Korea Południowa                                               | 1992      | 1     | –      | 1    | 2     |
| 23.     | Steven Bradbury         | Australia                                                      | 1994–2002 | 1     | –      | 1    | 2     |
| 23.     | Pascal Dion             | Kanada                                                         | 2018–2022 | 1     | –      | 1    | 2     |
| 23.     | Samuel Girard           | Kanada                                                         | 2018      | 1     | –      | 1    | 2     |
| 23.     | Lim Hyo-jun             | Korea Południowa                                               | 2018      | 1     | –      | 1    | 2     |
| 23.     | Shaolin Sándor Liu      | Węgry                                                          | 2018–2022 | 1     | –      | 1    | 2     |
| 29.     | Mo Ji-soo               | Korea Południowa                                               | 1992      | 1     | –      | –    | 1     |
| 29.     | Song Jae-kun            | Korea Południowa                                               | 1992      | 1     | –      | –    | 1     |
| 29.     | Orazio Fagone           | Włochy                                                         | 1994      | 1     | –      | –    | 1     |
| 29.     | Hugo Herrnhof           | Włochy                                                         | 1994      | 1     | –      | –    | 1     |
| 29.     | Derrick Campbell        | Kanada                                                         | 1998      | 1     | –      | –    | 1     |
| 29.     | François Drolet         | Kanada                                                         | 1998      | 1     | –      | –    | 1     |
| 29.     | Takafumi Nishitani      | Japonia                                                        | 1998      | 1     | –      | –    | 1     |
| 29.     | Oh Se-jong              | Korea Południowa                                               | 2006      | 1     | –      | –    | 1     |
| 29.     | Seo Ho-jin              | Korea Południowa                                               | 2006      | 1     | –      | –    | 1     |
| 29.     | Song Suk-woo            | Korea Południowa                                               | 2006      | 1     | –      | –    | 1     |
| 29.     | Guillaume Bastille      | Kanada                                                         | 2010      | 1     | –      | –    | 1     |
| 29.     | François Hamelin        | Kanada                                                         | 2010      | 1     | –      | –    | 1     |
| 29.     | Olivier Jean            | Kanada                                                         | 2010      | 1     | –      | –    | 1     |
| 29.     | Rusłan Zacharow         | Rosja                                                          | 2014      | 1     | –      | –    | 1     |
| 29.     | Csaba Burján            | Węgry                                                          | 2018      | 1     | –      | –    | 1     |
| 29.     | Viktor Knoch            | Węgry                                                          | 2018      | 1     | –      | –    | 1     |
| 29.     | Maxime Laoun            | Kanada                                                         | 2022      | 1     | –      | –    | 1     |
| 29.     | Jordan Pierre-Gilles    | Kanada                                                         | 2022      | 1     | –      | –    | 1     |
| 47.     | Li Jiajun               | ChRL                                                           | 1998–2006 | –     | 2      | 3    | 5     |
| 48.     | Han Tianyu              | ChRL                                                           | 2014–2018 | –     | 2      | 1    | 3     |
| 49.     | Frédéric Blackburn      | Kanada                                                         | 1992      | –     | 2      | –    | 2     |
| 49.     | Kwak Yoon-gy            | Korea Południowa                                               | 2010–2022 | –     | 2      | –    | 2     |
| 49.     | Sung Si-bak             | Korea Południowa                                               | 2010      | –     | 2      | –    | 2     |
| 52.     | An Yulong               | ChRL                                                           | 1998–2002 | –     | 1      | 2    | 3     |
| 52.     | John Robert Celski      | USA                                                            | 2010–2014 | –     | 1      | 2    | 3     |
| 54.     | Jordan Malone           | USA                                                            | 2010–2014 | –     | 1      | 1    | 2     |
| 54.     | Chen Dequan             | ChRL                                                           | 2014–2018 | –     | 1      | 1    | 2     |
| 54.     | Sjinkie Knegt           | Holandia                                                       | 2014–2018 | –     | 1      | 1    | 2     |
| 54.     | John-Henry Krueger      | USA Węgry                                                      | 2018–2022 | –     | 1      | 1    | 2     |
| 54.     | Andrea Cassinelli       | Włochy                                                         | 2022      | –     | 1      | 1    | 2     |
| 54.     | Yuri Confortola         | Włochy                                                         | 2022      | –     | 1      | 1    | 2     |
| 54.     | Pietro Sighel           | Włochy                                                         | 2022      | –     | 1      | 1    | 2     |
| 61.     | Laurent Daignault       | Kanada                                                         | 1992      | –     | 1      | –    | 1     |
| 61.     | Michel Daignault        | Kanada                                                         | 1992      | –     | 1      | –    | 1     |
| 61.     | Sylvain Gagnon          | Kanada                                                         | 1992      | –     | 1      | –    | 1     |
| 61.     | Mark Lackie             | Kanada                                                         | 1992      | –     | 1      | –    | 1     |
| 61.     | Randall Bartz           | USA                                                            | 1994      | –     | 1      | –    | 1     |
| 61.     | John Coyle              | USA                                                            | 1994      | –     | 1      | –    | 1     |
| 61.     | Eric Flaim              | USA                                                            | 1994      | –     | 1      | –    | 1     |
| 61.     | Andrew Gabel            | USA                                                            | 1994      | –     | 1      | –    | 1     |
| 61.     | Lee Ho-eung             | Korea Południowa                                               | 1998      | –     | 1      | –    | 1     |
| 61.     | Lee Jun-hwan            | Korea Południowa                                               | 1998      | –     | 1      | –    | 1     |
| 61.     | Michele Antonioli       | Włochy                                                         | 2002      | –     | 1      | –    | 1     |
| 61.     | Fabio Carta             | Włochy                                                         | 2002      | –     | 1      | –    | 1     |
| 61.     | Nicola Franceschina     | Włochy                                                         | 2002      | –     | 1      | –    | 1     |
| 61.     | Nicola Rodigari         | Włochy                                                         | 2002      | –     | 1      | –    | 1     |
| 61.     | Kim Seoung-il           | Korea Południowa                                               | 2010      | –     | 1      | –    | 1     |
| 61.     | Eduardo Alvarez         | USA                                                            | 2014      | –     | 1      | –    | 1     |
| 61.     | Christopher Creveling   | USA                                                            | 2014      | –     | 1      | –    | 1     |
| 61.     | Xu Hongzhi              | ChRL                                                           | 2018      | –     | 1      | –    | 1     |
| 61.     | Konstantin Iwlijew      | Rosyjski Komitet Olimpijski                                    | 2022      | –     | 1      | –    | 1     |
| 61.     | Kim Dong-wook           | Korea Południowa                                               | 2022      | –     | 1      | –    | 1     |
| 61.     | Lee June-seo            | Korea Południowa                                               | 2022      | –     | 1      | –    | 1     |
| 61.     | Li Wenlong              | ChRL                                                           | 2022      | –     | 1      | –    | 1     |
| 61.     | Park Jang-hyuk          | Korea Południowa                                               | 2022      | –     | 1      | –    | 1     |
| 84.     | Feng Kai                | ChRL                                                           | 1998–2002 | –     | –      | 2    | 2     |
| 84.     | Rusty Smith             | USA                                                            | 2002–2006 | –     | –      | 2    | 2     |
| 84.     | Charle Cournoyer        | Kanada                                                         | 2014–2018 | –     | –      | 2    | 2     |
| 87.     | Yūichi Akasaka          | Japonia                                                        | 1992      | –     | –      | 1    | 1     |
| 87.     | Tatsuyoshi Ishihara     | Japonia                                                        | 1992      | –     | –      | 1    | 1     |
| 87.     | Toshinobu Kawai         | Japonia                                                        | 1992      | –     | –      | 1    | 1     |
| 87.     | Tsutomu Kawasaki        | Japonia                                                        | 1992      | –     | –      | 1    | 1     |
| 87.     | Nicky Gooch             | Wielka Brytania                                                | 1994      | –     | –      | 1    | 1     |
| 87.     | Kieran Hansen           | Australia                                                      | 1994      | –     | –      | 1    | 1     |
| 87.     | Andrew Murtha           | Australia                                                      | 1994      | –     | –      | 1    | 1     |
| 87.     | Richard Nizielski       | Australia                                                      | 1994      | –     | –      | 1    | 1     |
| 87.     | Hitoshi Uematsu         | Japonia                                                        | 1998      | –     | –      | 1    | 1     |
| 87.     | Yuan Ye                 | ChRL                                                           | 1998      | –     | –      | 1    | 1     |
| 87.     | Guo Wei                 | ChRL                                                           | 2002      | –     | –      | 1    | 1     |
| 87.     | Li Ye                   | ChRL                                                           | 2002      | –     | –      | 1    | 1     |
| 87.     | Alex Izykowski          | USA                                                            | 2006      | –     | –      | 1    | 1     |
| 87.     | John Paul Kepka         | USA                                                            | 2006      | –     | –      | 1    | 1     |
| 87.     | Simon Cho               | USA                                                            | 2010      | –     | –      | 1    | 1     |
| 87.     | Travis Jayner           | USA                                                            | 2010      | –     | –      | 1    | 1     |
| 87.     | Shi Jingnan             | ChRL                                                           | 2014      | –     | –      | 1    | 1     |
| 87.     | Seo Yi-ra               | Korea Południowa                                               | 2018      | –     | –      | 1    | 1     |
| 87.     | Tommaso Dotti           | Włochy                                                         | 2022      | –     | –      | 1    | 1     |

### Klasyfikacja zawodniczek
Stan na 16 lutego 2022
W poniższym zestawieniu ujęto klasyfikację zawodniczek, które zdobyły przynajmniej jeden medal olimpijski w short tracku. W przypadku, gdy dwie lub więcej zawodniczek zdobyło tę samą liczbę medali wszystkich kolorów, wzięto pod uwagę najpierw kolejność chronologiczną, a następnie porządek alfabetyczny.
| Miejsce | Zawodniczka           | Państwo          | Lata      | Złoto | Srebro | Brąz | Razem |
| ------- | --------------------- | ---------------- | --------- | ----- | ------ | ---- | ----- |
| 1.      | Wang Meng             | ChRL             | 2006–2010 | 4     | 1      | 1    | 6     |
| 2.      | Chun Lee-kyung        | Korea Południowa | 1994–1998 | 4     | –      | 1    | 5     |
| 3.      | Choi Min-jeong        | Korea Południowa | 2018–2022 | 3     | 2      | –    | 5     |
| 4.      | Suzanne Schulting     | Holandia         | 2018–2022 | 3     | 1      | 2    | 6     |
| 5.      | Jin Sun-yu            | Korea Południowa | 2006      | 3     | –      | –    | 3     |
| 5.      | Zhou Yang             | ChRL             | 2010–2014 | 3     | –      | –    | 3     |
| 7.      | Arianna Fontana       | Włochy           | 2006–2022 | 2     | 4      | 5    | 11    |
| 8.      | Yang Yang (A)         | ChRL             | 1998–2006 | 2     | 2      | 1    | 5     |
| 9.      | Choi Eun-kyung        | Korea Południowa | 2002–2006 | 2     | 2      | –    | 4     |
| 10.     | Cathy Turner          | USA              | 1992–1994 | 2     | 1      | 1    | 4     |
| 10.     | Shim Suk-hee          | Korea Południowa | 2014–2018 | 2     | 1      | 1    | 4     |
| 12.     | Kim A-lang            | Korea Południowa | 2014–2022 | 2     | 1      | –    | 3     |
| 13.     | Park Seung-hi         | Korea Południowa | 2010–2014 | 2     | –      | 3    | 5     |
| 14.     | Annie Perreault       | Kanada           | 1992–1998 | 2     | –      | 1    | 3     |
| 14.     | Won Hye-kyung         | Korea Południowa | 1994–1998 | 2     | –      | 1    | 3     |
| 16.     | Kim Yun-mi            | Korea Południowa | 1994–1998 | 2     | –      | –    | 2     |
| 17.     | Nathalie Lambert      | Kanada           | 1992–1994 | 1     | 2      | –    | 3     |
| 18.     | Fan Kexin             | ChRL             | 2014–2022 | 1     | 1      | 1    | 3     |
| 18.     | Yara van Kerkhof      | Holandia         | 2018–2022 | 1     | 1      | 1    | 3     |
| 20.     | Sylvie Daigle         | Kanada           | 1992–1994 | 1     | 1      | –    | 2     |
| 20.     | Ko Gi-hyun            | Korea Południowa | 2002      | 1     | 1      | –    | 2     |
| 20.     | Lee Yu-bin            | Korea Południowa | 2018–2022 | 1     | 1      | –    | 2     |
| 23.     | Kim So-hee            | Korea Południowa | 1994      | 1     | –      | 1    | 2     |
| 23.     | Qu Chunyu             | ChRL             | 2022      | 1     | –      | 1    | 2     |
| 23.     | Zhang Yuting          | ChRL             | 2022      | 1     | –      | 1    | 2     |
| 26.     | Angela Cutrone        | Kanada           | 1992      | 1     | –      | –    | 1     |
| 26.     | An Sang-mi            | Korea Południowa | 1998      | 1     | –      | –    | 1     |
| 26.     | Choi Min-kyung        | Korea Południowa | 2002      | 1     | –      | –    | 1     |
| 26.     | Joo Min-jin           | Korea Południowa | 2002      | 1     | –      | –    | 1     |
| 26.     | Park Hye-won          | Korea Południowa | 2002      | 1     | –      | –    | 1     |
| 26.     | Byun Chun-sa          | Korea Południowa | 2006      | 1     | –      | –    | 1     |
| 26.     | Jeon Da-hye           | Korea Południowa | 2006      | 1     | –      | –    | 1     |
| 26.     | Kang Yun-mi           | Korea Południowa | 2006      | 1     | –      | –    | 1     |
| 26.     | Sun Linlin            | ChRL             | 2010      | 1     | –      | –    | 1     |
| 26.     | Zhang Hui             | ChRL             | 2010      | 1     | –      | –    | 1     |
| 26.     | Cho Ha-ri             | Korea Południowa | 2014      | 1     | –      | –    | 1     |
| 26.     | Kong Sang-jeong       | Korea Południowa | 2014      | 1     | –      | –    | 1     |
| 26.     | Li Jianrou            | ChRL             | 2014      | 1     | –      | –    | 1     |
| 26.     | Kim Ye-jin            | Korea Południowa | 2018      | 1     | –      | –    | 1     |
| 26.     | Selma Poutsma         | Holandia         | 2022      | 1     | –      | –    | 1     |
| 26.     | Xandra Velzeboer      | Holandia         | 2022      | 1     | –      | –    | 1     |
| 42.     | Yang Yang (S)         | ChRL             | 1998–2002 | –     | 4      | 1    | 5     |
| 43.     | Marianne St-Gelais    | Kanada           | 2010–2014 | –     | 3      | –    | 3     |
| 44.     | Tania Vicent          | Kanada           | 1998–2010 | –     | 2      | 2    | 4     |
| 45.     | Wang Chunlu           | ChRL             | 1998–2002 | –     | 2      | 1    | 3     |
| 45.     | Ewgenija Radanowa     | Bułgaria         | 2002–2006 | –     | 2      | 1    | 3     |
| 45.     | Martina Valcepina     | Włochy           | 2014–2022 | –     | 2      | 1    | 3     |
| 48.     | Sun Dandan            | ChRL             | 1998–2002 | –     | 2      | –    | 2     |
| 48.     | Kalyna Roberge        | Kanada           | 2006–2010 | –     | 2      | –    | 2     |
| 50.     | Kim Boutin            | Kanada           | 2018–2022 | –     | 1      | 3    | 4     |
| 51.     | Amy Peterson          | USA              | 1992–1994 | –     | 1      | 2    | 3     |
| 51.     | Isabelle Charest      | Kanada           | 1994–2002 | –     | 1      | 2    | 3     |
| 53.     | Nikki Ziegelmeyer     | USA              | 1992–1994 | –     | 1      | 1    | 2     |
| 53.     | Christine Boudrias    | Kanada           | 1994–1998 | –     | 1      | 1    | 2     |
| 53.     | Marie-Ève Drolet      | Kanada           | 2002–2014 | –     | 1      | 1    | 2     |
| 53.     | Alanna Kraus          | Kanada           | 2002–2006 | –     | 1      | 1    | 2     |
| 53.     | Anouk Leblanc-Boucher | Kanada           | 2006      | –     | 1      | 1    | 2     |
| 53.     | Katherine Reutter     | USA              | 2010      | –     | 1      | 1    | 2     |
| 53.     | Lucia Peretti         | Włochy           | 2014–2018 | –     | 1      | 1    | 2     |
| 60.     | Darcie Dohnal         | USA              | 1992      | –     | 1      | –    | 1     |
| 60.     | Li Yan                | ChRL             | 1992      | –     | 1      | –    | 1     |
| 60.     | Zhang Yanmei          | ChRL             | 1994      | –     | 1      | –    | 1     |
| 60.     | Amanda Overland       | Kanada           | 2006      | –     | 1      | –    | 1     |
| 60.     | Jessica Gregg         | Kanada           | 2010      | –     | 1      | –    | 1     |
| 60.     | Lee Eun-byul          | Korea Południowa | 2010      | –     | 1      | –    | 1     |
| 60.     | Jessica Hewitt        | Kanada           | 2014      | –     | 1      | –    | 1     |
| 60.     | Valérie Maltais       | Kanada           | 2014      | –     | 1      | –    | 1     |
| 60.     | Li Jinju              | ChRL             | 2018      | –     | 1      | –    | 1     |
| 60.     | Cecilia Maffei        | Włochy           | 2018      | –     | 1      | –    | 1     |
| 60.     | Seo Whi-min           | Korea Południowa | 2022      | –     | 1      | –    | 1     |
| 60.     | Arianna Valcepina     | Włochy           | 2022      | –     | 1      | –    | 1     |
| 72.     | Julija Ałłagułowa     | WNP              | 1992      | –     | –      | 1    | 1     |
| 72.     | Hwang Ok-sil          | Korea Północna   | 1992      | –     | –      | 1    | 1     |
| 72.     | Natalja Isakowa       | WNP              | 1992      | –     | –      | 1    | 1     |
| 72.     | Wiktorija Taranina    | WNP              | 1992      | –     | –      | 1    | 1     |
| 72.     | Julija Własowa        | WNP              | 1992      | –     | –      | 1    | 1     |
| 72.     | Karen Cashman         | USA              | 1994      | –     | –      | 1    | 1     |
| 72.     | Amélie Goulet-Nadon   | Kanada           | 2002      | –     | –      | 1    | 1     |
| 72.     | Marta Capurso         | Włochy           | 2006      | –     | –      | 1    | 1     |
| 72.     | Katia Zini            | Włochy           | 2006      | –     | –      | 1    | 1     |
| 72.     | Mara Zini             | Włochy           | 2006      | –     | –      | 1    | 1     |
| 72.     | Allison Baver         | USA              | 2010      | –     | –      | 1    | 1     |
| 72.     | Kimberly Derrick      | USA              | 2010      | –     | –      | 1    | 1     |
| 72.     | Alyson Dudek          | USA              | 2010      | –     | –      | 1    | 1     |
| 72.     | Lana Gehring          | USA              | 2010      | –     | –      | 1    | 1     |
| 72.     | Elena Viviani         | Włochy           | 2014      | –     | –      | 1    | 1     |
| 72.     | Jorien ter Mors       | Holandia         | 2018      | –     | –      | 1    | 1     |
| 72.     | Lara van Ruijven      | Holandia         | 2018      | –     | –      | 1    | 1     |
| 72.     | Hanne Desmet          | Belgia           | 2022      | –     | –      | 1    | 1     |
| 72.     | Han Yutong            | ChRL             | 2022      | –     | –      | 1    | 1     |
| 72.     | Petra Jászapáti       | Węgry            | 2022      | –     | –      | 1    | 1     |
| 72.     | Zsófia Kónya          | Węgry            | 2022      | –     | –      | 1    | 1     |
| 72.     | Zhang Chutong         | ChRL             | 2022      | –     | –      | 1    | 1     |

### Klasyfikacja państw
Poniższa tabela przedstawia klasyfikację państw, które zdobyły przynajmniej jeden medal olimpijski w short tracku. Uwzględniono wspólnie medale zdobyte przez mężczyzn i kobiety.
| Miejsce | Państwo                      | Złoto | Srebro | Brąz | Razem |
| ------- | ---------------------------- | ----- | ------ | ---- | ----- |
| 1.      | Korea Południowa             | 26    | 16     | 11   | 53    |
| 2.      | ChRL                         | 12    | 16     | 9    | 37    |
| 3.      | Kanada                       | 10    | 13     | 14   | 37    |
| 4.      | USA                          | 4     | 7      | 9    | 20    |
| 5.      | Włochy                       | 3     | 6      | 6    | 15    |
| 6.      | Holandia                     | 3     | 3      | 3    | 9     |
| 7.      | Rosja                        | 3     | 1      | 1    | 5     |
| 8.      | Węgry                        | 2     | –      | 2    | 4     |
| 9.      | Japonia                      | 1     | –      | 2    | 3     |
| 10.     | Australia                    | 1     | –      | 1    | 2     |
| 11.     | Bułgaria                     | –     | 2      | 1    | 3     |
| 12.     | Rosyjski Komitet Olimpijski  | –     | 1      | 1    | 2     |
| 13.     | Belgia                       | –     | –      | 1    | 1     |
| 13.     | Korea Północna               | –     | –      | 1    | 1     |
| 13.     | Olimpijscy sportowcy z Rosji | –     | –      | 1    | 1     |
| 13.     | Wielka Brytania              | –     | –      | 1    | 1     |
| 13.     | WNP                          | –     | –      | 1    | 1     |

#### Klasyfikacja państw według lat
W poniższej tabeli zestawiono państwa według liczby medali zdobytych w short tracku podczas kolejnych edycji zimowych igrzysk olimpijskich. Przedstawiono sumę wszystkich medali (złotych, srebrnych i brązowych) we wszystkich konkurencjach łącznie.
| Państwo                      | '92 | '94 | '98 | '02 | '06 | '10 | '14 | '18 | '22 | suma |
| ---------------------------- | --- | --- | --- | --- | --- | --- | --- | --- | --- | ---- |
| Australia                    | –   | 1   | –   | 1   | –   | –   | –   | –   | –   | 2    |
| Belgia                       | –   | –   | –   | –   | –   | –   | –   | –   | 1   | 1    |
| Bułgaria                     | –   | –   | –   | 2   | 1   | –   | –   | –   | –   | 3    |
| ChRL                         | 1   | 1   | 6   | 7   | 5   | 4   | 6   | 3   | 4   | 37   |
| Holandia                     | –   | –   | –   | –   | –   | –   | 1   | 4   | 4   | 9    |
| Japonia                      | 1   | –   | 2   | –   | –   | –   | –   | –   | –   | 3    |
| Kanada                       | 3   | 3   | 4   | 6   | 4   | 5   | 3   | 5   | 4   | 37   |
| Korea Południowa             | 3   | 6   | 6   | 4   | 10  | 8   | 5   | 6   | 5   | 53   |
| Korea Północna               | 1   | –   | –   | –   | –   | –   | –   | –   | –   | 1    |
| Olimpijscy sportowcy z Rosji | –   | –   | –   | –   | –   | –   | –   | 1   | –   | 1    |
| Rosja                        | –   | –   | –   | –   | –   | –   | 5   | –   | –   | 5    |
| Rosyjski Komitet Olimpijski  | –   | –   | –   | –   | –   | –   | –   | –   | 2   | 2    |
| USA                          | 2   | 4   | –   | 3   | 3   | 6   | 1   | 1   | –   | 20   |
| Węgry                        | –   | –   | –   | –   | –   | –   | –   | 1   | 3   | 4    |
| Wielka Brytania              | –   | 1   | –   | –   | –   | –   | –   | –   | –   | 1    |
| Włochy                       | –   | 2   | –   | 1   | 1   | 1   | 3   | 3   | 4   | 15   |
| WNP                          | 1   | –   | –   | –   | –   | –   | –   | –   | –   | 1    |
| Suma                         | 12  | 18  | 18  | 24  | 24  | 24  | 24  | 24  | 27  | 195  |

#### Klasyfikacja państw według konkurencji
W poniższej tabeli przedstawiono liczbę medali zdobytych przez poszczególne państwa w konkurencjach w short tracku. Zastosowano następujące skróty:
- 500 – bieg na 500 m,
- 1000 – bieg na 1000 m,
- 1500 – bieg na 1500 m,
- szt. – sztafeta,
- miesz. – sztafeta mieszana.

| Państwo                      | 500 (m) | 1000 (m) | 1500 (m) | szt. (m) | 500 (k) | 1000 (k) | 1500 (k) | szt. (k) | miesz. | Suma |
| ---------------------------- | ------- | -------- | -------- | -------- | ------- | -------- | -------- | -------- | ------ | ---- |
| Australia                    | –       | 1        | –        | 1        | –       | –        | –        | –        | –      | 2    |
| Belgia                       | –       | –        | –        | –        | –       | 1        | –        | –        | –      | 1    |
| Bułgaria                     | –       | –        | –        | –        | 2       | –        | 1        | –        | –      | 3    |
| ChRL                         | 3       | 3        | 3        | 4        | 8       | 7        | 4        | 4        | 1      | 37   |
| Holandia                     | –       | 1        | 1        | 1        | 2       | 2        | –        | 2        | –      | 9    |
| Japonia                      | 2       | –        | –        | 1        | –       | –        | –        | –        | –      | 3    |
| Kanada                       | 7       | 5        | 3        | 6        | 5       | 2        | 2        | 7        | –      | 37   |
| Korea Południowa             | 5       | 10       | 5        | 5        | 2       | 10       | 9        | 7        | –      | 53   |
| Korea Północna               | –       | –        | –        | –        | 1       | –        | –        | –        | –      | 1    |
| Olimpijscy sportowcy z Rosji | –       | –        | 1        | –        | –       | –        | –        | –        | –      | 1    |
| Rosja                        | 1       | 2        | 1        | 1        | –       | –        | –        | –        | –      | 5    |
| Rosyjski Komitet Olimpijski  | 1       | –        | 1        | –        | –       | –        | –        | –        | –      | 2    |
| USA                          | 2       | 4        | 3        | 4        | 3       | 1        | –        | 3        | –      | 20   |
| Węgry                        | 1       | 1        | –        | 1        | –       | –        | –        | –        | 1      | 4    |
| Wielka Brytania              | 1       | –        | –        | –        | –       | –        | –        | –        | –      | 1    |
| Włochy                       | 1       | –        | –        | 3        | 4       | 1        | 2        | 3        | 1      | 15   |
| WNP                          | –       | –        | –        | –        | –       | –        | –        | 1        | –      | 1    |
| Suma                         | 24      | 27       | 18       | 27       | 24      | 24       | 18       | 27       | 3      | 195  |